# Линименты
Линиме́нты (лат. Linimentum) — лекарственная форма, предназначенная только для наружного применения (чаще путём втирания); представляет собой жидкую мазь или смесь различных раздражающих веществ с маслами, масел с растворами щелочей, мыльно-водными или мыльно-спиртовыми растворами. Плавится при температуре тела. 
В линимент включают раздражающие, противовоспалительные и противоревматические средства, ранозаживляющее и другие препараты. Действие их объясняется тем раздражением, которое они вызывают при втирании и которое можно рассматривать отчасти как отвлечение крови к коже, отчасти как массаж, связанный с растиранием. Действие их довольно сильное, но, как правило, непродолжительное.
Как дисперсные системы они могут быть гомогенными (линименты-растворы) и гетерогенными (линименты-суспензии, линименты-эмульсии, комбинированные). 
Готовят линименты, тщательно смешивая или растирая в ступке компоненты. Летучие средства добавляют в последнюю очередь.

## Примеры
Одним из наиболее известных на постсоветском пространстве лекарственных препаратов этой формы является «Линимент бальзамический (по Вишневскому)» или просто «Мазь Вишневского».